# Baby Looney Tunes
Bugs Bunny Constructeurs
Baby Looney Tunes est une série télévisée d'animation américaine, créée par Jeffrey Gatrall, Michael Hack et Scott Heming, diffusée du 2 juin 2002 au 10 octobre 2003 sur Kids' WB, puis du 14 juin 2004 au 16 octobre 2005 sur Cartoon Network.
En France, elle est diffusée du 9 Décembre 2003 au 14 juin 2006 sur France 3 dans l'émission Bunny et tous ses amis et rediffusée entre le 15 juin 2006 et novembre 2008 sur Cartoon Network, entre novembre 2008 et le 2 avril 2023 sur Boomerang, entre le 5 juillet 2010 et le 5 janvier 2013 sur Boing dans l'émission Cartoonito et depuis le 3 avril 2023 sur Cartoonito. Au Québec, il a été diffusé sur Télétoon.
C'est un spin-off des dessins animés Looney Tunes, mais destiné à un public plus jeune.

## Fiche technique
- Titre original : Baby Looney Tunes
- Création : Jeffrey Gatrall, Michael Hack et Scott Heming
- Production : Gloria Jenkins, Tom Minton et Emory Myrick
- Société de production : Warner Bros.
- Décors : Chris Duncan, Hakjoon Kang, Simon Rodgers et Chu-Hui Song
- Pays d'origine : États-Unis
- Genre : Animation
- Nombre de saisons : 4
- Nombre d'épisodes : 52
- Durée : 24 minutes
- Dates de première diffusion :
  - États-Unis : 5 juin 2002
  - France : 19 janvier 2003
  - Québec : 17 septembre 2005
- Dates de dernière diffusion :
  - États-Unis : 16 octobre 2005
  - France : 14 juin 2006
  - Québec : 5 février 2007

## Distribution

### Voix originales
- Samuel Vincent : Bébé Bugs Bunny, Bébé Daffy Duck, Bébé Titi
- Ian James Corlett : Bébé Taz
- Terry Klassen : Bébé Sylvestre
- Britt McKillip : Bébé Lola
- Janyse Jaud : Bébé Mélissa Duck
- Chiara Zanni : Bébé Pétunia Pig
- June Foray : Mémé
- Brian Drummond : Oncle Floyd, Elmer Fudd

### Voix françaises
- Marc Saez : Bébé Bugs Bunny
- Jérémy Prévost : Bébé Daffy Duck, Elmer Fudd
- Hervé Rey : Bébé Sylvestre
- Patricia Legrand : Bébé Titi
- Fily Keita : Bébé Lola Bunny
- Caroline Combes : Bébé Pétunia Pig
- Marie-Charlotte Leclaire : Bébé Mélissa Duck
- Emmanuel Garijo : Oncle Floyd, Bébé Taz
- Barbara Tissier : Mémé

## Personnages

### Personnages principaux

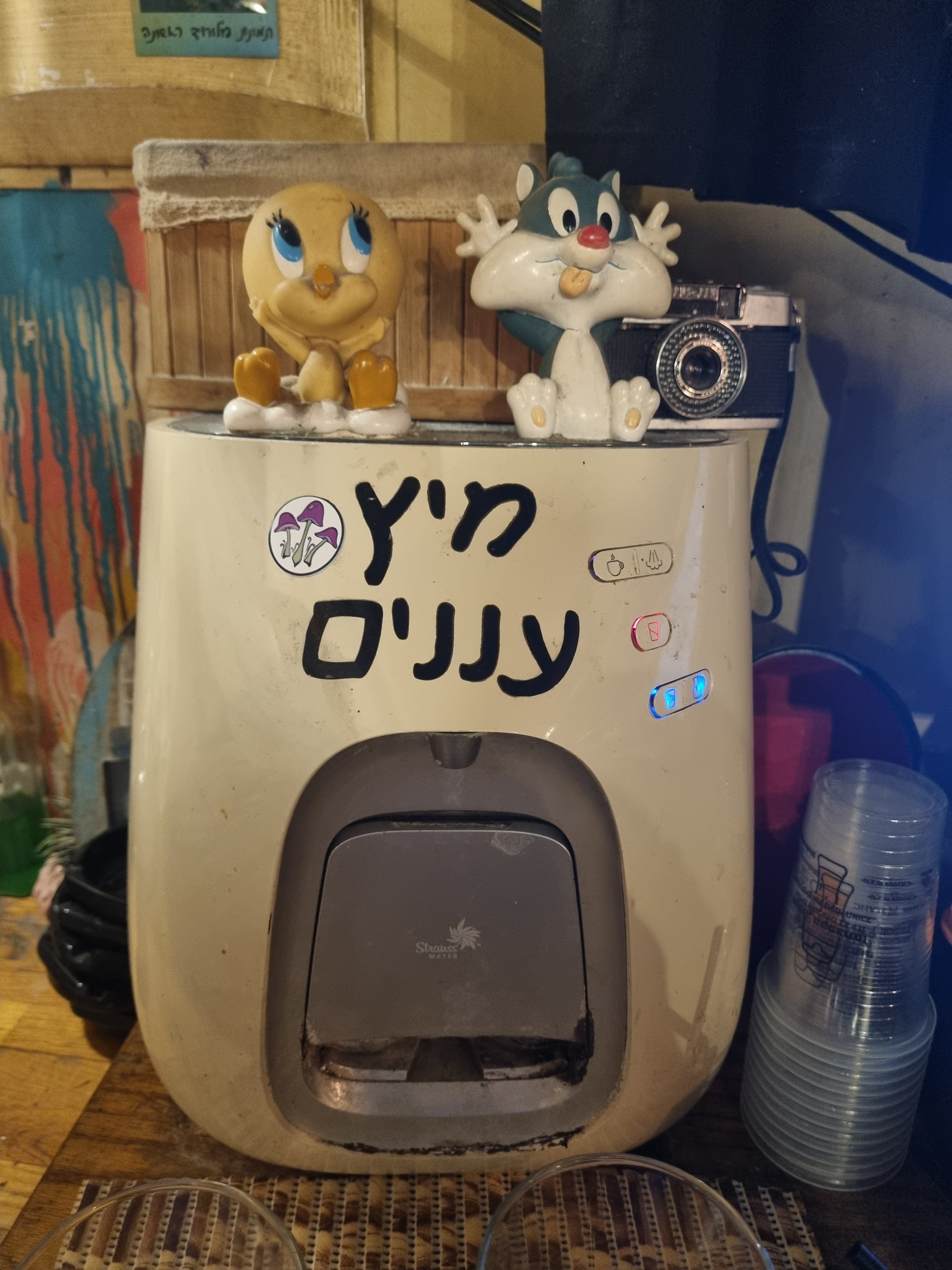
Effigies de Bébé Titi et Bébé Sylvestre.

- Bébé Bugs : Il est indiqué comme le plus âgé des bébés, ce qui en fait leur chef officiel. Son leadership a cependant tendance à créer des tensions, en particulier avec Lola et Daffy. Bugs est parfois taquiné pour aimer Lola et est vraiment embêté par les insultes de Daffy. Il a quatre ans.
- Bébé Titi : Un canari jaune. Le plus jeune et le plus petit du gang. Représenté comme un brainstormer, parce qu'il trouve des idées quand les autres en sortent tout juste. Il est très sensible à sa petite trame (qu'il doit surmonter dans la plupart des épisodes centrés autour de lui) et curieux de ce qu'il rencontre. Il a un ans.
- Bébé Daffy : Il est deuxième en tête après Bugs. Il veut toujours son gain personnel. Quand il n'obtient pas ce qu'il veut, il croit être traité injustement, sans remarquer les inconvénients infligés aux autres. Mais la moitié du temps, il a de bonnes intentions. Il est connu pour avoir peur des robots. Daffy est jaloux de Bugs. Il dit souvent « Wouhou », de façon très similaire à ses précédents courts métrages. Assez fréquemment, il se moque de Bugs : de son nom et d'autres choses. Il a trois ans
- Bébé Lola : Parfois, elle prend les choses en main. Son indépendance est plus grande que les autres et elle a des tendances plus enfantines que les autres filles. Elle a quatre ans.
- Bébé Taz : Il se comporte bien, il confond souvent divers objets avec de la nourriture et casse parfois des choses avec sa rotation. Il a un sens du plaisir qui dépasse tous les autres. Il est aussi plus effronté, pleurant quand les choses tournent mal. Il a deux ans.
- Bébé Sylvestre : Un joli chat Tuxedo. Parfois, il est timide et anxieux. On le voit rarement utiliser ses griffes. Il aime attirer l'attention de Mémé plus que les autres. Sylvestre a peur de la foudre et déteste les cornichons. Il est appelé Ptiminet, basé sur son surnom de Grosminet quand il est adulte dans les Looney Tunes. Il a quatre ans.
- Bébé Mélissa : Elle reste souvent avec Pétunia, les deux ont été brusquement ajoutés à la distribution principale au début de la deuxième saison. Elle est très pratique et créative avec une personnalité amicale, mais parfois elle peut être une maniaque du contrôle et se mettre sur les nerfs des autres. Elle a trois ans.
- Bébé Pétunia : Elle reste souvent avec Mélissa, les deux ont été brusquement ajoutés à la distribution principale au début de la deuxième saison. Elle est plus intelligente que les autres bébés, avec une curiosité insatiable. Elle a deux ans.
- Mémé : Elle offre un amour et des soins professionnels aux bébés pour les garder heureux. Étant le seul adulte de leur vie, les bébés sont fascinés et inspirés par son intelligence, sa sagesse et sa capacité à surmonter les problèmes lorsqu'ils surviennent avec facilité. Mémé est stricte, pratique et démodée. Mémé est la seule qui garde son apparence de la série Looney Tunes.
- Floyd Minton : Le neveu de Mémé. Parfois, il est submergé par la responsabilité qu'il assume sur les bébés, mais il est déterminé à ne jamais laisser tomber Mémé. Il garde souvent un œil sur l'un des bébés dans chaque épisode de la saison 4.

## Épisodes

### Saison 1 (2001-2002)
1. Un jouet incassable / Surprise !
2. Opération Doudou / Comme un canard dans l'eau
3. Vive l'école ! / C'est moi le plus grand !
4. Le Voleur de cookies / Imagination en boîte
5. C'est l'heure ! / Le Choix de Lola
6. À la recherche du porte-monnaie perdu / La sieste
7. Le Trophée / Il était une fois
8. Le Brave Petit Titi / La Flaque olympique
9. Lola, l'exemple à suivre / L'Hystérie de la fête des mères
10. Où est passé Harry ? / Une dent contre Daffy
11. La toupie a du toupet / L'Ami de neige
12. L'Ombre d'un doute / Noël en juillet
13. Bruce Bunny / Bienvenue au club

### Saison 2 (2002-2003)
1. Le Bouquet final / Le Petit Chat du tonnerre
2. Le Monstre des toilettes / Les Looney Tunes font leur show
3. Le marchand de sable va passer / Le Robot super-guerrier
4. L'Heure du bain / Bugs et Lola
5. La Revanche de Lola / Taz fait le clown
6. L'Orchestre cacophonique / Bizarre, vous avez dit bizarre ?
7. Plus dure sera la chute / Une affaire juteuse
8. M. Mc Chaussette / Un conteur sachant conter
9. Une bonne coupe de cheveux /  Ménage party
10. Daffy coupable / Alerte au dinosaure
11. Amour et Cookies / La Magie du printemps
12. Pas de vilains mots / Si on faisait un gâteau
13. Qui est à l'appareil ? / Y'a encore des céréales ?
14. Attention aux bonnes manières / Quand on ressemble à une tirelire
15. J'sais pas quoi faire ! / Retour à l'envoyeur
16. Rira bien qui rira longtemps / Daffy pas prêter !
17. Le changement a du bon / Arrête de faire le bébé
18. Mémé, quel métier ! / Ouh, la rapporteuse
19. Daffy fait des blagues / Le Secret de Taz
20. Les Malheurs de Sylvestre / Arrête Daffy
21. C'est pas beau de mentir / Larry l'embrouille
22. Le plus petit, c'est Titi ! / Faites-moi confiance
23. Sylvestre, quel cornichon ! / Temps mort
24. Le Jour de l'arbre / Désordre, c'est un ordre !
25. L'Album de photos / Faut qu'ça déménage

### Épisode spécial au cinéma (2003)
1. Baby Looney Tunes : Joyeuses Pâques (42 minutes)

### Saison 3 (2003)
1. Voyage au supermarché / Un Musée à domicile
2. Le Match de baseball / La Chasse au trésor du musée
3. Le bon, la brute et le bonbon / Ça roule
4. Rien de tel qu'un peu d'imprévu / Vaccination
5. Bugs dans la Lune / Un Bébé peut en cacher un autre
6. Voyage dans le passé / Joyeux Halloween
7. La Foire à la Tête d'ail / Le Feuilleté à la cannelle
8. Action, Titi ! / En coulisse
9. Une Journée de foot / Le Roi de la basse-cour
10. Melissa Pomme Pomme Girl / Daffy mauvais joueur
11. Une tortue nommée Myrtille / Rien de tel qu'un bon livre
12. La Disparition mystérieuse / Portrait de famille
13. Le Jardin des délices / Un Jour à la caserne